# Botanischer Garten Taipeh

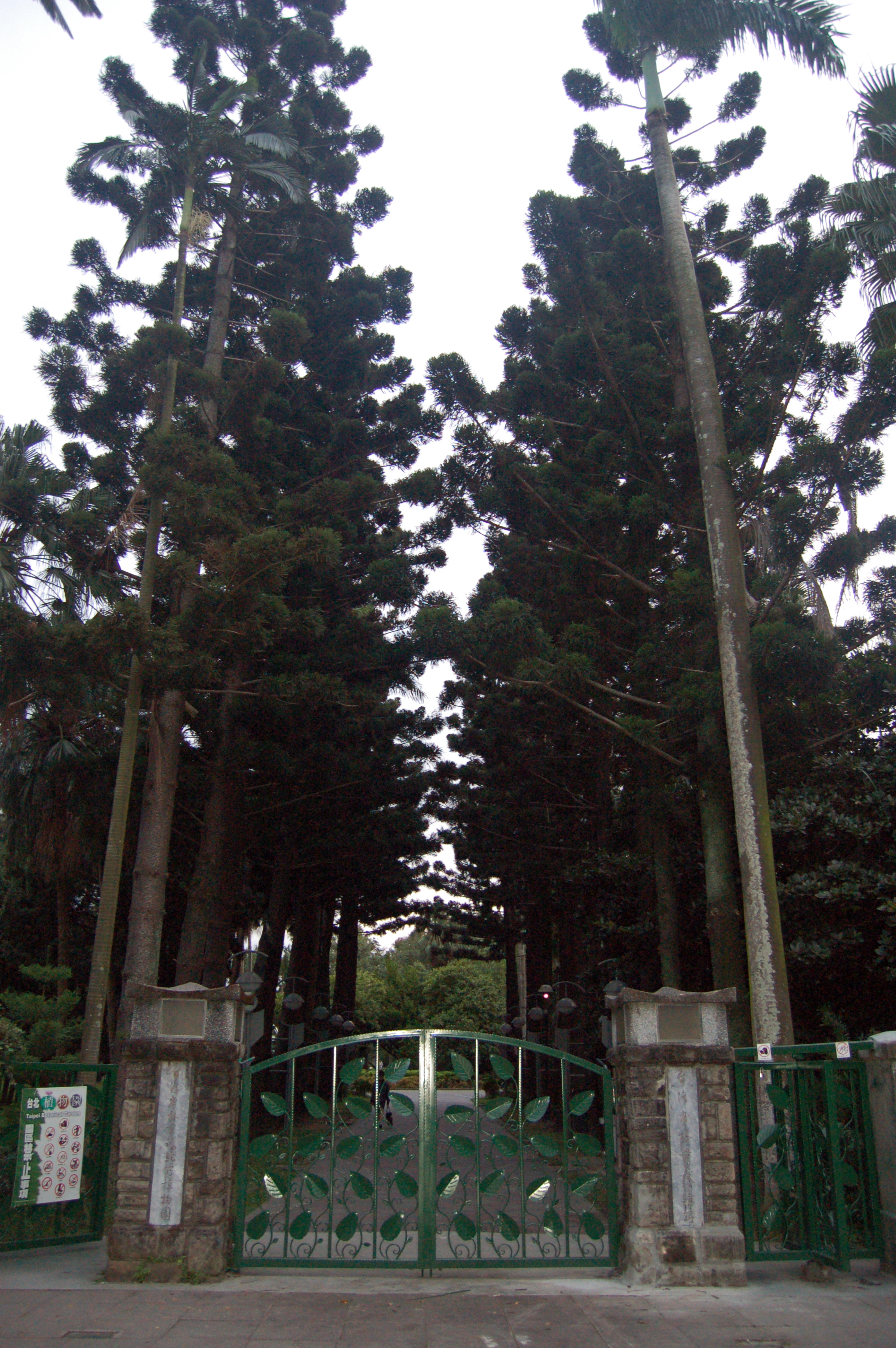
Eingang des Botanischen Gartens Taipeh (Bo’ai Road)

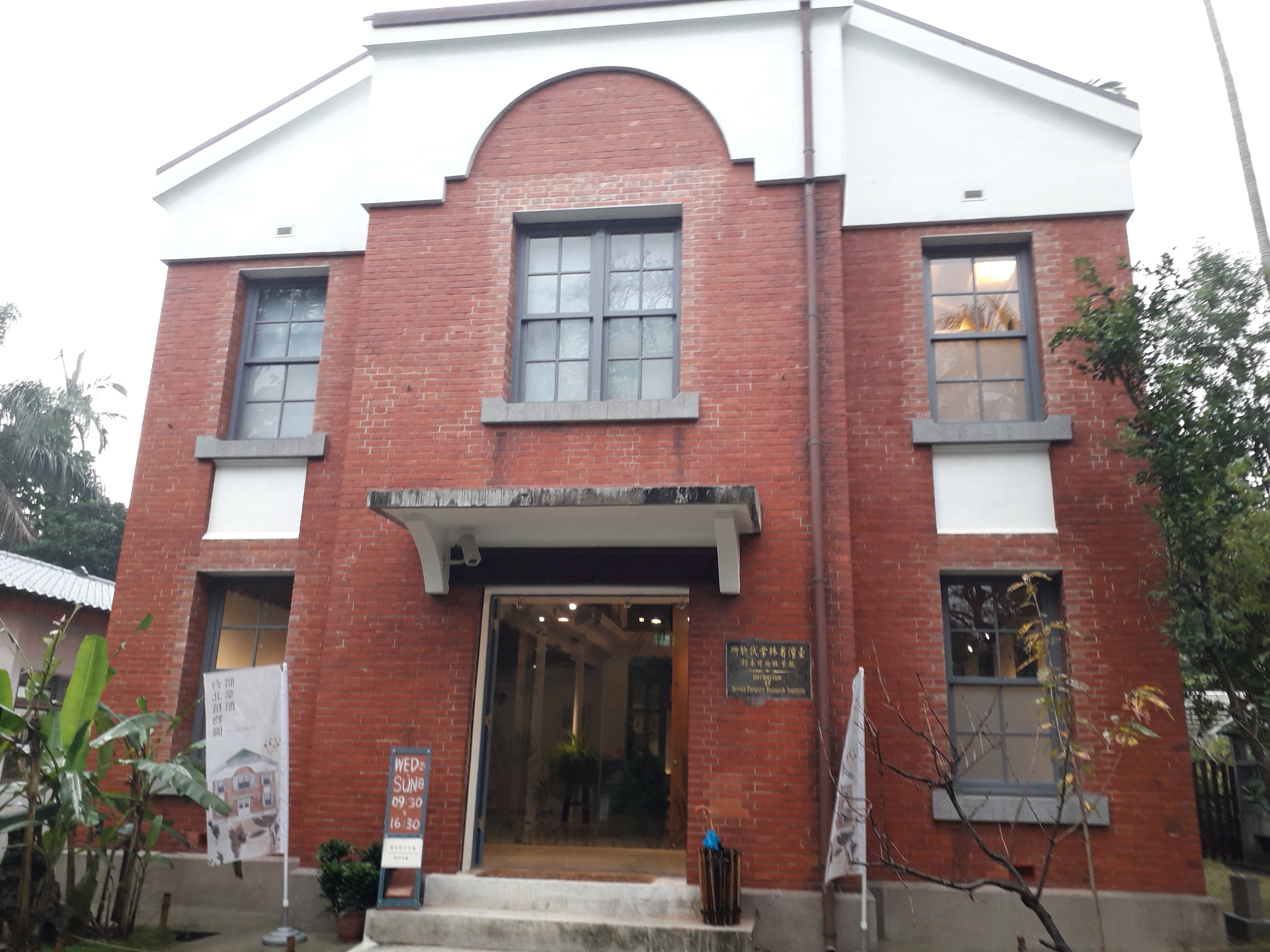
Herbarium des Botanischen Gartens Taipeh

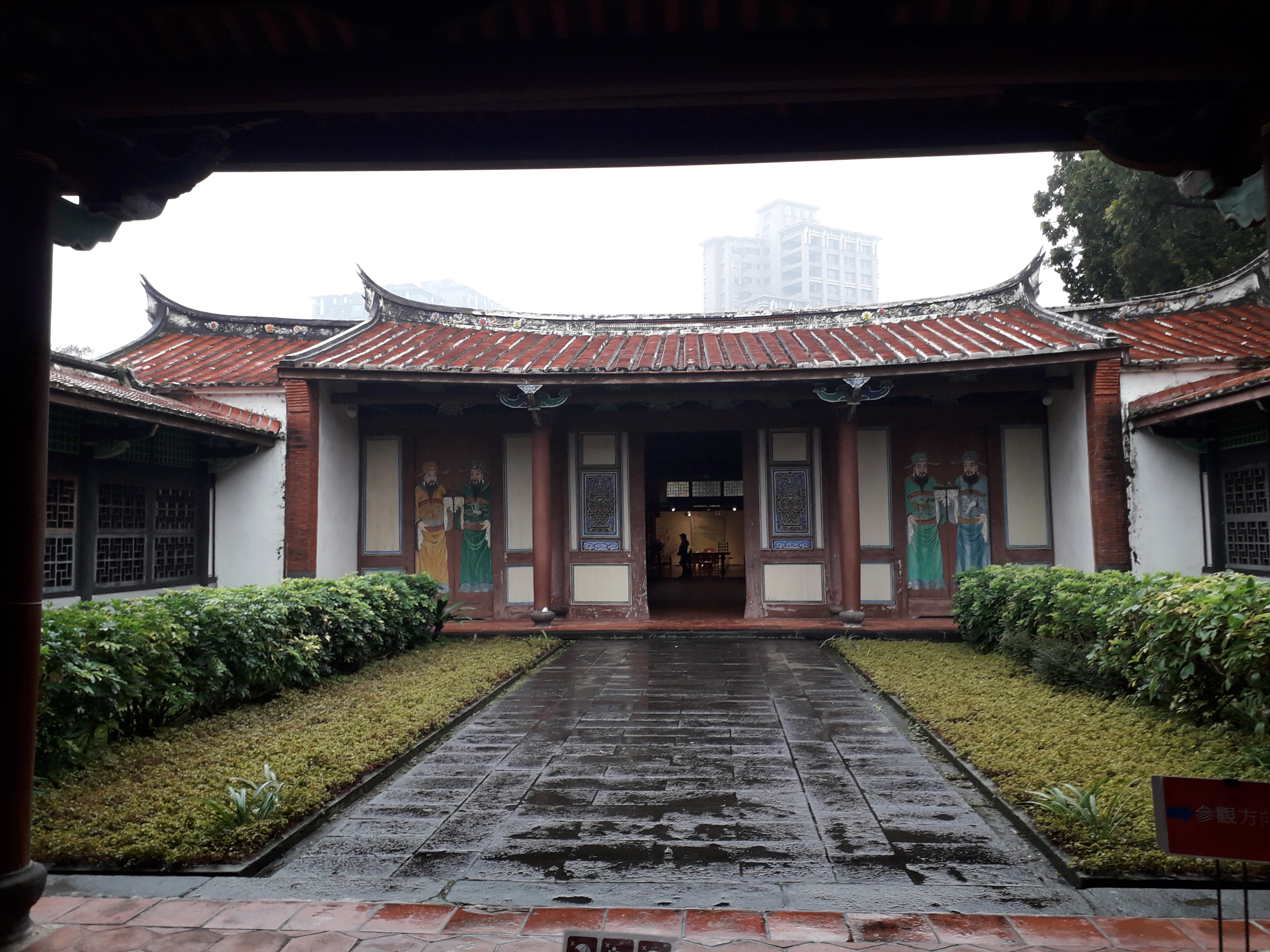
Gästehaus des kaiserlichen Gesandten im Botanischen Garten Taipeh

Der Botanische Garten Taipeh (chinesisch 台北植物園, Pinyin Táiběi Zhíwùyuán) ist ein öffentlicher Garten in der taiwanischen Hauptstadt Taipeh. Er liegt im Stadtteil Zhongzheng nahe der MRT-Station Xiaonanmen, hat eine Fläche von 8,2 Hektar und beherbergt etwa 2000 Arten.
Die Eröffnung erfolgte am 22. Januar 1921, zur Zeit der japanischen Herrschaft in Taiwan, auf dem Gelände einer bereits 1900 angepflanzten Baumschule. Eine frühere Version derselben an einem anderen Standort war bereits 1896 eingerichtet worden. Er ist damit der älteste botanische Garten Taiwans. In 17 verschiedenen Teilbereichen werden Nacktsamer, Farne, einheimische Pflanzen Taiwans, sowie für den Buddhismus relevante Pflanzen (Buddhism Garden) gezeigt. Weiterhin gibt es neun Teiche, darunter einen Lotus-Teich. Auf dem Gelände befinden sich zwei historische Gebäude, das Herbarium (1924) und das Gästehaus des kaiserlichen Gesandten (1888), die jeweils Ausstellungen zeigen. Auf dem Gelände finden sich zwei Denkmäler, das Bunzo Hayata-Memorial und eine Statue für Urbain Jean Faurie.